# Baktrien
Baktrien (eller Bactria)  var det antikke græske navn for et område af Centralasien, som i dag deles af staterne Afghanistan, Turkmenistan, Usbekistan, Kirgisistan, Tadsjikistan og Pakistan. Baktrien (Baktriana) var det antikke græske navn på det landområde, der lå mellem bjergkæden Hindu Kush (latin: Caucasus Indicus) og Amu Darya (Oxus), og hvis hovedstad hed Baktra (i dag Balkh i Afghanistan). I øst grænsede det op til den antikke region Gandhara på det Indiske subkontinent. Baktriens indbyggere talte baktrisk, der tilhører den iranske sprogfamilie. Vore dages tadsjikere i Centralasien regnes som deres efterkommere.
Landet lå centralt på Silkevejen mellem Kina og Mellemøsten, hvilket var grunden til, at området blev mål for skiftende magthaveres erobringer. Til gengæld blev Baktrien også et område, hvor de store kulturer i Europa og Asien mødtes og påvirkede hinanden. Eksempelvis fik den lange periode under hellenistiske herskere den virkning at græsk kultur påvirkede hele Centralasien, hvad man især kan se af de buddhistiske skulpturer i området.

## Geografi
Det er et bjergrigt land med et tempereret klima. Vand er det nok af og landet er derfor meget frugtbart. Baktrien var hjemsted for en af de traditionelle iranske stammer. I moderne tid er navnet blevet brugt litterært, som betegnelse for hele den nordlige del af Afghanistan.

## Historie
Det var i disse regioner at profeten Zoroaster forkyndte og fik sine første tilhængere. Det hellige sprog som Avesta, den hellige bog i zarathustrisme, blev skrevet på, er siden blevet kaldt "oldbaktrisk".
Baktrien var gennem historien underlagt en lang række af regionens imperier. Det vides ikke i dag om det var en del af medernes imperium, men det blev underlagt det nye persiske imperium under Kyros den Store, og udgjorde fra da af en af persiske riges satrap’er. Efter Dareios 3.s nederlag til Alexander den Store og død i det kaos, der fulgte, forsøgte hans morder, Bessus, satrapen i Baktrien, at organisere en modstand mod den græske invasion. Men Baktrien blev uden store vanskeligheder erobret af Alexander. Længere mod nord, på den anden side af Oxusfloden i Sogdiana, begyndte han dog at møde stærkere modstand, og Baktrien endte med at blive den østligste provins i hans nye imperium. Efter Alexanders død kom Baktrien under diadokeren Seleukos’ kontrol.
Seleukos 1. og hans søn Antiokos 1. etablerede Seleukideriget, og grundlagde flere græske byer i det østlige Iran, og for en tid blev det græske sprog det dominerende i området. Paradoksalt nok var den græske tilstedeværelse i denne periode større i Baktrien end i områder meget nærmere det oprindelige græske område, det er derfor blevet forslået at måske havde de persiske konger den politik at deportere uønskede grækere som kolonister til den fjerneste provins i deres enorme imperium.

### Græsk-baktriske rige
De mange konflikter mellem seleukide-konger og Ptolemaios 2. af Egypten, gav Diodotus, satrapen i Baktria, mulighed for at gøre sin provins uafhængig (omkring 255 f.Kr.) og tilmed erobre Sogdiana. Herefter grundlagde han det græsk-baktriske kongedømme. Diodotus og hans efterfølgere modstod en lang række angreb fra seleukiderne, især under Antiokos 3. den Store, som dog til slut blev besejret af en helt anden fjende fra vest, den romerske republik (190 f.Kr.). Græsk-baktrerne var så magtfulde at de kunne ekspandere deres territorium så langt som Indien.

### Indo-grækere
Den baktriske konge Euthydemus og hans søn Demetrius 1. krydsede i slutningen af 3. århundrede f.Kr. Hindukush og påbegyndte erobringen af den nordlige halvdel af Afghanistan og Indusdalen. På kort tid havde de etableret et nyt stærkt græsk imperium, men det blev kort efter revet i stykker af interne uenigheder og stadige kampe om tronen. Da Demetrius befandt sig i Indien, gjorde en af hans generaler, Eucratides, oprør og gjorde sig til konge i Baktrien, og snart dukkede nye tronranere op fra alle provinser og udråbte sig selv til konge og begyndte at føre krig mod hinanden.
De fleste af disse tronprætendenter kender vi udelukkende fra de mønter, de udstedte i eget navn. Mange er fundet i Afghanistan og Indien. I disse krige blev grækernes dominerende position undergravet, og efter Demetrius og Eucratides forlod man den græske møntstandard og erstattede den med en indfødt. Skiftet skete formodentligt, da de nye konger forsøgte at vinde støtte i hele befolkningen. I Indien gik tilnærmelserne længere endnu, da kong Menander af Indien, der var kendt som en stor erobrer, konverterede til den lokale buddhisme. Det lykkedes ham at grundlægge et dynasti, der regerede til år 10 e.Kr.
I sidste halvdel af 2. århundrede f.Kr. faldt det græsk-baktriske rige sammen, da stammefolkene Saka og Yuezhi invaderede og erobrede landet. Den græske kultur ophørte hurtigt med at være dominerende i området, der nu var helt isoleret fra det græske hovedområde. Men den nåede alligevel at influere den lokale kultur, fx overlevede elementer af den græske kunst i Gandhara-kulturen de næste mange hundrede år.

### Kontakt med Kina
Baktrien blev kendt som Ta-Hia hos kineserne, og landet blev bl.a. besøgt af den kinesiske opdagelsesrejsende Zhang Qian i 126 f.Kr..
Zhang Qian rapporter fra ekspeditionen beskriver Baktrien som en vigtig bycivilisation med ca. en million indbyggere, der levede i befæstede byer, som var underlagt små bykonger eller dommere. Ta-Hia var et rigt land med rige markeder, hvor der blev handlet en utrolig mængde forskellige genstande, som kom så langt borte fra som Sydkina. På den tid da Zhang Qian besøgte Ta-Hia, var der ikke længere nogen betydelig konge, og baktrerne var nu underlagt de nomadiske Yuezhi, som havde slået sig ned i den nordlige del af deres område på den anden side af Oxus. Derfor mødte Zhang Qian overalt en sofistikeret men samtidig demoraliseret befolkning, der frygtede nye krige. Disse kontakter førte umiddelbart til at den kinesiske kejser udsendte flere diplomater, og disse forbindelser var med til at skabe basis for den senere berømte Silkevej.